# 道家氏
道家氏（どうけし）は、日本の氏族。鎌倉時代の摂家九条道家によって建立された光明峯寺が美濃・尾張・三河に領した荘園の貢租徴収を代々務めた家系といい、それにちなんで道家氏を名乗ったと伝わる。

## 概要
戦国時代には美濃斎藤氏や尾張織田氏の傘下にあったと見られる。
尾張守山の道家尾張守（三十郎）は織田信長に幼少の頃から仕えた。永禄5年（1562年）に正親町天皇が御料所回復や内裏修繕費などを信長に求めるために禁裏御蔵職立入宗継と幕臣磯谷久次を尾張に遣わした際、尾張守は立入とともに磯谷の娘を妻とする相婿の間柄であることから彼らをもてなし、信長との対面を準備した。
その子と伝わる道家清十郎と助十郎は、永禄8年（1565年）に起こったとされる高野口の戦いにおいて、織田家重臣の森可成、肥田忠政らとともに武田氏と戦って格別の戦功を挙げ、信長はこれを賞して自筆で「天下一の勇士なり」書いた白い旗を与えた。しかし、元亀元年（1570年）の近江宇佐山城の合戦で浅井長政・朝倉義景軍の攻撃を受け、森可成らとともに討死した。
尾張守の末子道家祖看は京都の清浄華院塔頭松林院（現在の阿弥陀堂）の住持となり、『 道家祖看記』を記した。
一族である道家正栄は滝川一益の甥といい、一益に仕えて信濃小諸城主となったが、本能寺の変により所領を失った。